# Рамю, Шарль Фердинанд
Шарль Фердинанд Рамю, Шарль Фердинан Рамюз (фр. Charles Ferdinand Ramuz; 24 сентября 1878, Лозанна — 23 мая 1947, Лозанна) — швейцарский писатель
, писал на французском языке.

## Биография
Из семьи торговцев. Окончил философский факультет Лозаннского университета (1901). Давал частные уроки в Веймаре. Дебютировал книгой стихотворений «Деревушка»(1903), в 1905 году опубликовал первый роман «Алина». В 1903—1914 годах жил в Париже, познакомился с Андре Жидом. Вернувшись в Швейцарию, издавал журнал «Водуазские тетради». В 1915 году подружился с Игорем Стравинским, написал либретто для его оперы «История солдата» (1918). Наиболее известен своими романами, которые высоко ценили А. Жид, Кокто, Клодель, Стефан Цвейг, Хуан Рульфо и многие из которых были экранизированы.

## Избранные киноэкранизации
- 1934 — Похищение (Димитрий Кирсанов, Рамю сыграл в нём эпизодическую роль)
- 1966 — Затравленный (Клод Горетта)
- 1967 — Алина (Франсуа Вейерган)
- 1987 — Если солнце не взойдет (Клод Горетта)
- 1999 — Война в горах (Франсис Рёссер)

По произведениям Рамю снят также ряд телевизионных фильмов. Наиболее часто экранизировалась «История солдата» (в частности, известна лента, снятая по балетной постановке Иржи Килиана.

## Наследие

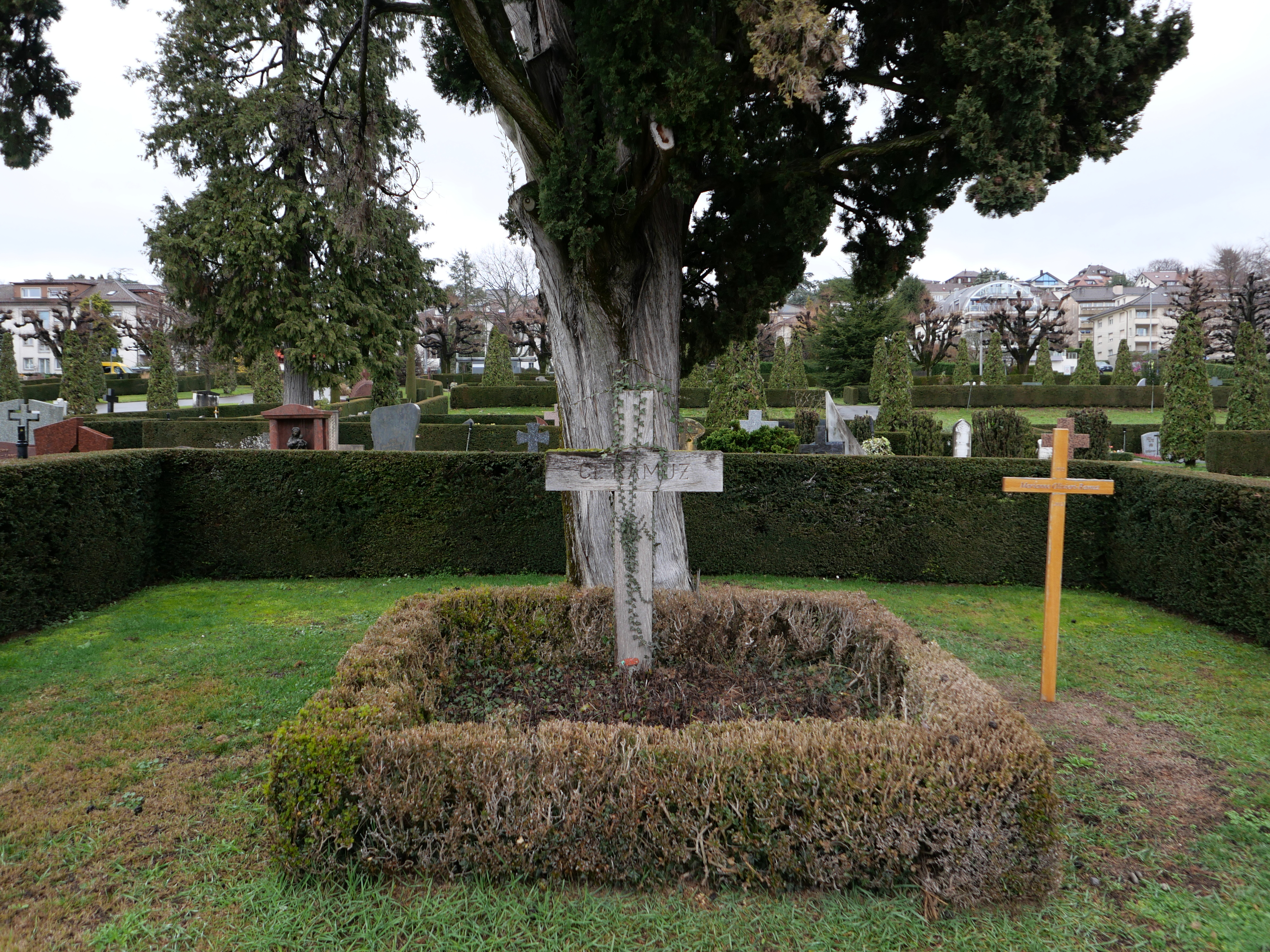
Могила Рамю и его дочери Марианны Оливьери-Рамю (1913—2012) на кладбище Пулли.

Многое из написанного Рамю опубликовано лишь после его смерти. В настоящее время в Швейцарии действует Фонд Рамю, вручается премия его имени. В 2005 году все 24 романа писателя вошли в двухтомник, опубликованный в престижной серии французского издательства Галлимар «Библиотека Плеяды».

## Признание
Премия Рамбера (1912, 1923). Премия Шиллера (1936). Многие места в Швейцарии носят имя писателя.
Изображён на купюре достоинством 200 швейцарских франков.

## Публикации на русском языке
- Затравленный. — Л., 1927
- Алина. — Л., 1928
- Западноевропейская поэзия XX века. — М.: Художественная литература, 1977
- Если солнце не взойдет. Дерборанс. Савойский парень [романы]. — М.: Художественная литература, 1985
- Красота на земле. — М.: Текст, 2006
- Воспоминания о Стравинском
- Великий страх в горах. — М.: Центр книги Рудомино, 2014. ISBN 978-5-00-087026-6
- Царствование злого духа. — М., libra, 2017. ISBN 978-5-9906440-8-3
- Смерть повсюду. — М., libra, 2017. ISBN 978-5-9906440-8-3